# Joy Alappat
John "Joy" Alappat (Parappukkara, 27 settembre 1956) è un vescovo cattolico indiano, dal 3 luglio 2022 eparca di San Tommaso Apostolo di Chicago.

## Biografia
John "Joy" Alappat è nato a Parappukkara, nel distretto di Thrissur e nello Stato del Kerala, il 27 settembre 1956. È stato battezzato con il nome di John in onore del santo patrono della sua parrocchia, San Giovanni Nepomuceno.

### Formazione e ministero sacerdotale
Ha frequentato la St. George Lower Primary School a Puthenpally, la Upper Primary School a Parappukkara e la P.V.S. High School a Parapukkara. Dopo il liceo, è entrato nel seminario minore "Santa Maria" di Thope. Ha compiuto gli studi per il sacerdozio presso il seminario "San Tommaso Apostolo" a Vadavathoor.
Il 31 dicembre 1981 è stato ordinato presbitero per l'eparchia di Irinjalakuda da monsignor James Pazhayattil. In seguito è stato vicario parrocchiale a Chalakuda e della parrocchia della cattedrale di San Tommaso a Irinjalakuda. Ha proseguito gli studi conseguendo la laurea in teologia presso il Pontificio Istituto "San Giuseppe" di Aluva e il master in sociologia presso l'Università di Andhra. Dal 1987 al 1993 è stato cappellano e direttore della missione della comunità siro-malabarese a Chennai.
Nel 1994 è stato inviato negli Stati Uniti d'America. Inizialmente ha prestato servizio a Staten Island, New York e New Milford, nell'arcidiocesi di New York e in quella di Newark. Successivamente ha prestato servizio come cappellano presso il Georgetown University Medical Center a Washington dove ha anche completato il programma di educazione pastorale clinica.
Nel 2002 monsignor Jacob Angadiath lo ha invitato a inserirsi nella neo-eretta eparchia di San Tommaso Apostolo di Chicago. Ha prestato servizio come direttore della missione siro-malabarese a Garfield e Newark, amministratore della chiesa di Nostra Signora dei Dolori a Garfield e rettore della cattedrale di San Tommaso a Chicago dal 2011.

### Ministero episcopale
Il 24 luglio 2014 papa Francesco lo ha nominato vescovo ausiliare di San Tommaso Apostolo di Chicago e titolare di Bencenna. Ha ricevuto l'ordinazione episcopale il 27 settembre successivo nella cattedrale di San Tommaso a Bellwood dal cardinale George Alencherry, arcivescovo maggiore di Ernakulam-Angamaly, co-consacranti l'eparca di San Tommaso Apostolo di Chicago Jacob Angadiath e quello di Irinjalakuda Pauly Kannookadan. Ha prestato servizio come protosincello dell'eparchia.
Nell'ottobre del 2019, con i vescovi siro-malabaresi, e nel febbraio del 2020, con quelli della regione XV della Conferenza dei vescovi cattolici degli Stati Uniti, ha compiuto la visita ad limina.
Il 3 luglio 2022 papa Francesco lo ha promosso eparca di San Tommaso Apostolo di Chicago. Ha preso possesso dell'eparchia il 1º ottobre successivo.
In seno alla Conferenza dei vescovi cattolici degli Stati Uniti è membro del sottocomitato per gli affari asiatici e delle isole del Pacifico. In precedenza è stato membro del comitato per la protezione dei bambini e dei giovani in rappresentanza della regione ecclesiastica XV che comprende i vescovi delle Chiese cattoliche di rito orientale operanti negli Stati Uniti d'America.

## Genealogia episcopale
La genealogia episcopale è:
- Cardinale Scipione Rebiba
- Cardinale Giulio Antonio Santori
- Cardinale Girolamo Bernerio, O.P.
- Arcivescovo Galeazzo Sanvitale
- Cardinale Ludovico Ludovisi
- Cardinale Luigi Caetani
- Cardinale Ulderico Carpegna
- Cardinale Paluzzo Paluzzi Altieri degli Albertoni
- Papa Benedetto XIII
- Papa Benedetto XIV
- Papa Clemente XIII
- Cardinale Marcantonio Colonna
- Cardinale Giacinto Sigismondo Gerdil, B.
- Cardinale Giulio Maria della Somaglia
- Cardinale Carlo Odescalchi, S.I.
- Cardinale Costantino Patrizi Naro
- Cardinale Lucido Maria Parocchi
- Papa Pio X
- Papa Benedetto XV
- Papa Pio XII
- Cardinale Eugène Tisserant
- Papa Paolo VI
- Arcivescovo Joseph Powathil
- Cardinale George Alencherry
- Vescovo John "Joy" Alappat